# Olof Nordberg
Olof Albert Nordberg, född den 16 september 1909 i Nederluleå församling, Norrbottens län, död 31 maj 1987 i Lilla Beddinge församling, Malmöhus län, var en svensk litteraturhistoriker, lärare och översättare. Han var son till kontraktsprosten Albert Nordberg.
Nordberg avlade studentexamen 1927, filosofisk ämbetsexamen 1933 och filosofie licentiatexamen 1939. Han blev filosofie doktor i Uppsala på avhandlingen En swensk adelsmans äfwentyr och dess författare. Studier i svensk och utländsk sjuttonhundratalsroman (1944, om Hans Gustaf Rålamb) och 1946 lektor vid folkskoleseminariet i Umeå samt var 1960–1975 lektor vid lärarhögskolan i Malmö. 
Nordberg utgav även Dikt och data, litteraturhistoria för gymnasiet (tillsammans med Ulf Wittrock; 7 upplagor 1967–1985), Svenska på egen hand, handledning för lärare och elever (tillsammans med Carl Hylander och Gösta Joborn, 1968–1969), en kommenterad översättning av Voltaires Candide (1976), Voltaire – en introduktion (1979), en översättning av Rousseaus Julie eller Den nya Héloise (1983) samt de kommenterade Voltaireöversättningarna Filosofi i fickformat (1985) och Fyra rättsskandaler (1985).